# 今村文男
今村 文男（いまむら ふみお、1966年11月5日 - ）は、千葉県柏市出身の日本の陸上競技選手。専門は競歩で50km競歩元日本記録保持者ならびに50000m競歩日本記録保持者。日本陸上競技連盟競歩ブロック部長
バルセロナオリンピック、シドニーオリンピック日本代表。広島アジア大会銀メダリスト、バンコクアジア大会銅メダリスト。
柏市立柏中学校、八千代松陰高等学校、東洋大学経済学部卒業。富士通に所属した。順天堂大学大学院修了。

## 経歴
日本の競歩界をリードする存在として長年に渡って活躍。競歩界のパイオニア的存在であった。
東洋大学時代は日本インカレ3位、1998年第13回全日本競歩根上大会男子30kmで初優勝を果たす。
卒業後は企業に入社し競技を続けていたが企業が倒産のため、一時期アルバイト生活をしながら競技を続けていた。
その後、1991年に富士通入社。
1991年ワールドカップ競歩(アメリカ・サンノゼ)50km競歩で日本人としては初の3時間台となる3時間59分18秒で12位となる。
その年の1991年世界陸上選手権50km競歩では日本競歩史上初の入賞(7位)を果たした。
その後1992年バルセロナオリンピック、1993年世界陸上選手権、1995年世界陸上選手権と連続して代表に選ばれるが良い成績を収められず、
また1996年アトランタオリンピックは最終選考会で小坂忠広選手に敗れ代表を逃した(競歩種目は各種目一人ずつしか選ばれなかったため)。
1997年、強豪スペインの合宿に参加し、1980年モスクワオリンピック50km競歩銀メダリストのジョルジ・ロパルトコーチのもとで開花。
1997年世界陸上選手権50km競歩では参加選手中ただ一人自己記録(日本記録)の3時間50分27秒で6位入賞を果たした(日本の競歩史上最高順位)。
1998年日本陸上競技選手権50km競歩では日本人初となる3時間50分の壁を突破する3時間49分38秒をマーク。50km競歩では6度の日本記録を更新した。
その後も1999年世界陸上選手権、2000年シドニーオリンピック、2001年世界陸上選手権、2003年世界陸上選手権と日本代表で出場。
世界陸上選手権日本代表7回は日本選手最多である。
2004年アテネオリンピック最終選考会4位となり現役を引退。順天堂大学大学院へ。
現在はコーチングに専念し、2007年には国際陸上競技連盟競歩委員会委員に日本人として初めて選出された。2008年日本陸上競技連盟競歩部長に就任。
50km競歩の日本記録は谷井孝行選手、山崎勇喜選手に相次いで破られたが、トラックを125周する50000m競歩の日本記録保持者である(この1991年3月17日に行われた大会を最後に日本で50000m競歩の競技会は行なわれていない)。